# Roeselia ustipennis
Roeselia ustipennis är en fjärilsart som beskrevs av George Francis Hampson 1895. Roeselia ustipennis ingår i släktet Roeselia och familjen trågspinnare. Inga underarter finns listade.